# Ле-Боск-Роже-ан-Румуа
Ле-Боск-Роже-ан-Румуа (фр. Le Bosc-Roger-en-Roumois) — ассоциированная коммуна на севере Франции, регион Нормандия, департамент Эр, округ Берне, кантон Буртерульд-Энфревиль. Расположен в 27 км к юго-западу от Руана и в 46 км к северо-западу от Эврё, в 10 км от автомагистралей А13 "Нормандия" и А28.
С 1 января 2017 года объединилась с коммуной Бонорман в новую коммуну Борумуа.
Население (2014) — 3 171 человек.

## Экономика
Структура занятости населения:
- сельское хозяйство — 1,7 %
- промышленность — 6,8 %
- строительство — 8,5 %
- торговля, транспорт и сфера услуг — 58,1 %
- государственные и муниципальные службы — 24,8 %

Уровень безработицы (2014) — 8,9 % (Франция в целом —  13,5 %, департамент Эр — 13,7 %). 

Среднегодовой доход на 1 человека, евро (2014) — 23 364 (Франция в целом — 20 150, департамент Эр — 20 445).

## Демография
Динамика численности населения, чел.

## Администрация
Пост мэра Ле-Боск-Роже-ан-Румуа с 2008 года (с 2017 года - мэр-делегат) занимает член партии Республиканцы Филипп Ванёль (Philippe Vanheule). На муниципальных выборах 2014 года возглавляемый им независимый правый блок одержал победу в 1-м туре, получив 76,75 % голосов.